# Коваленко Володимир Іванович
Володимир Іванович Коваленко (нар. 16 жовтня 1956) — український політик, міський голова Нової Каховки.

## Життєпис
Народився 16 жовтня 1956 року у селі Надточаївка, Шполянського району, Черкаської області. 1975 року почав працювати техніком експедиції лісовпорядного підприємства. 1975—1977 — служив у радянської армії.
1977—1982 — навчався у Тамбовському інституті хімічного машинобудування, отримав спеціальність «Технологія машинобудування, металорізальні верстати та інструменти». 1982—2002 — працював на Новокаховському приладобудівному заводі «Сокіл», технолог, майстер, начальник зміни, начальник цеху. Парторг цеху.
З жовтня 1987 — заступник секретаря парткому заводу. З 1999 — заступник директора з комерційних питань, з 2001 року — заступник голови правління ВАТ «Приладобудівний завод „Сокіл“».
У квітні 2002 року рішенням Новокаховської міської ради обраний секретарем міської ради. З лютого 2005 року виконував обов'язки голови міськради Нової Каховки, обраний міським головою  у березні 2006 року, переобирався на посаду у жовтні 2010,2015 та 2020.

## Родина
Одружений, має доньку.

## Державні нагороди
- Орден «За мужність» III ступеня (6 березня 2022) — за вагомий особистий внесок у захист державного суверенітету та територіальної цілісності України, мужність і самовіддані дії, виявлені під час організації оборони населених пунктів від російських загарбників[1]